# 第37回日本レコード大賞
第37回日本レコード大賞（だい37かいにほんレコードたいしょう）は、1995年（平成7年）12月31日にTBS Aスタジオで行われた、37回目の『日本レコード大賞』である。

## 概要
第37回の大賞は、trfの「Overnight Sensation 〜時代はあなたに委ねてる〜」に決定した。trfは初の受賞。小室哲哉プロデュースの歌手が大賞を受賞したのは初めて。
美山純子が売上的にも知名度も圧倒的だった華原朋美を抑えて最優秀新人賞を受賞。美山は実質的な再デビュー（1981年に「加古川順子」という名でレコードデビュー、その後「竹下順子」→「美山絢子」→「彩木志帆」→「美山純子」と改名している）だった。ちなみに美山の楽曲「桃と林檎の物語」はこの年の日本作詩大賞の大賞を受賞。
美山以外にもこの年の新人賞は、全員が以前異なる芸名で活動していた経歴を持つ。華原朋美は過去に「遠峯ありさ」として芸能活動を行っていた経歴があり（ただし「遠峯ありさ」名義でのCDデビューはしていない）、矢吹春佳は過去に「高橋ほづみ」という名で活動していた。
これについて、当時の日本レコード大賞実行委員長・市川昭介は、現在（1995年当時）の音楽情勢に際して新人賞の枠を広げたと語っている。
ちなみに、優秀作品賞を受賞したSMAPは、解散する2016年までの活動期間の中でレコード大賞に参加した唯一の回となった。ジャニーズ事務所所属歌手がレコード大賞に参加すること自体第32回での忍者以来5大会ぶりだった。
視聴率は1.9P上昇の17.2%に。小室ファミリーが席巻する1998年まで17%前後と好調に推移した。

## 司会
- 西田敏行
- 中山秀征
- 渡辺真理（当時TBSアナウンサー）

## 受賞作品・受賞者一覧

### 日本レコード大賞
- trf「Overnight Sensation 〜時代はあなたに委ねてる〜」

### 最優秀歌唱賞
- 山本譲二「夢街道」

### 最優秀新人賞
- 美山純子「桃と林檎の物語」

### アルバム大賞
- 新井英一「清河への道〜48番」

### 優秀作品賞（大賞ノミネート作品）
- 辛島美登里「愛すること」
- 酒井法子「碧いうさぎ」
- trf「Overnight Sensation 〜時代はあなたに委ねてる〜」
- SMAP「KANSHAして」
- 安室奈美恵 with SUPER MONKEY'S「TRY ME 〜私を信じて〜」
- Mr.Children「シーソーゲーム 〜勇敢な恋の歌〜」
- 長山洋子「捨てられて」
- シャ乱Q「ズルい女」
- 天童よしみ「旅まくら」
- スピッツ「ロビンソン」

### 新人賞（最優秀新人賞ノミネート）
- 華原朋美
- 美山純子
- 矢吹春佳

### ベストアルバム賞
- trf「dAnce to positive」
- スピッツ「ハチミツ」
- 新井英一「清河への道〜48番」

### 特別賞
- 「心の糸」歌手：香西かおり/伍代夏子/坂本冬美/長山洋子/藤あや子
- 「鼓童」鼓童

### 作曲賞
- 桧原さとし「捨てられて」（歌・長山洋子）

### 編曲賞
- たいせー&シャ乱Q/森宣之「ズルい女」（歌・シャ乱Q）

### 作詩賞
- 辛島美登里「愛すること」（歌・辛島美登里）

### 企画賞
- 「バルセンチーノ」薮谷幸男
- 「深紫伝説 〜ディープ・パープル直訳メドレー〜」　王様
- 「藤本秀丈作品集 〜新民謡〜」藤本秀丈
- 「Mitsuko Mori」森光子
- 「めぐり逢い」石原裕次郎・川中美幸
- 「Over Drive」（ミュージックビデオ）JUDY AND MARY/プロデューサー：目黒育郎/演出：坂西伊作

### 功労賞
- 小林旭
- 堀口博雄
- 松井由利夫
- 松山恵子

### 特別功労賞
- テレサ・テン
- 林伊佐緒

### 美空ひばりメモリアル選奨
- さだまさし

### アジア音楽賞
- テッド伊藤

### 日本作曲家協会特別功労賞
- 吉屋潤

## TV中継スタッフ
- プロデューサー：
- 総合演出：
- 舞台監督：
- 編成担当：
- 製作著作：TBS
- 主催：社団法人 日本作曲家協会、日本レコード大賞制定委員会、日本レコード大賞実行委員会